# Juli Segon
Juli Segon (en llatí: Julius Secundus) va ser un destacat orador romà que va viure al segle i. Era natural de la Gàl·lia i era contemporani i amic de Quintilià. Era nebot per part de pare de Juli Florus, l'orador gal conegut per la seva eloqüència.